# Monster (R.E.M.)
Monster è il nono album in studio del gruppo musicale statunitense R.E.M., pubblicato il 26 settembre 1994 dalla Warner Bros. Records. L'album si presentò come un cambio radicale di genere, con elementi glam rock e grunge in contrapposizione con le sonorità più acustiche dei due precedenti lavori della band, gli acclamati Out of Time (1991) e Automatic for the People (1992).

## Descrizione
Monster è stato l'album che ha tentato di introdurre alcune novità nel sound dei R.E.M..
Nell'album si sente la chitarra di Peter Buck molto distorta e in alcune canzoni come King Of Comedy o Tongue la voce di Michael Stipe spazia dalla voce grossa e pesante al falsetto. Lo stile si avvicinava di più al glam rock anni '70 e, come dissero i critici all'epoca, all'alternative rock e alla fiorente scena grunge. La traccia Let Me In è dedicata a Kurt Cobain, leader dei Nirvana, con cui Stipe aveva stretto amicizia nel periodo di registrazione di Monster, tant'è che avevano un progetto musicale in fase di creazione, accantonato per via dei problemi di Cobain sopraggiunti nel suo ultimo periodo di vita.
Nonostante il successo ottenuto dall'album all'epoca con 10 milioni di copie vendute, grazie anche a singoli di successo come What's the Frequency, Kenneth?  e Bang and Blame, l'album non ha mantenuto il suo impatto negli anni a differenza dei lavori precedenti del gruppo, sia per la critica - che all'epoca, pur lodando il coraggio del gruppo di evolversi continuamente, non ha mai definito Monster come un capolavoro al contrario dei suoi predecessori -, sia perché il gruppo non avrebbe perseguito quella strada di rinnovamento nei lavori successivi, rendendo Monster un disco unico all'interno della discografia dei R.E.M..
Monster fu anche il primo album dai tempi di Green (1988) a cui seguì un tour mondiale, The Monster Tour, notoriamente costellato da varie vicissitudini dei membri del gruppo (vedi The Monster Tour), durante il quale venne registrata buona parte dell'album successivo, New Adventures in Hi-Fi, un incrocio tra le sonorità acustiche di lavori come Out of Time e Automatic for the People e quelle più rock e di Monster appunto ma anche di Lifes Rich Pageant e Document.
La copertina è arancione con al centro il muso stilizzato di un orso.

## Tracce
1. What's the Frequency, Kenneth? - 4:00
2. Crush with Eyeliner - 4:38
3. King of Comedy - 3:41
4. I Don't Sleep, I Dream - 3:28
5. Star 69 - 3:08
6. Strange Currencies - 3:53
7. Tongue - 4:13
8. Bang and Blame - 5:31 (il brano "Bang and Blame" dura 4:50. Dopo alcuni secondi di silenzio, inizia una traccia fantasma senza titolo.)
9. I Took Your Name - 4:08
10. Let Me In - 3:28 (dedicata a Kurt Cobain e a River Phoenix)
11. Circus Envy - 4:15
12. You - 4:54

## Formazione
- Michael Stipe - voce
- Peter Buck - chitarra, organo (traccia 10)
- Mike Mills - basso, organo Hammond, pianoforte, chitarra (traccia 10), cori
- Bill Berry - batteria, percussioni, basso, cori

Altri musicisti
- Ané Diaz – cori (traccia 8)
- Sally Dworsky – cori (tracce 3, 8)
- Lou Kregl – cori (traccia 8)
- Thurston Moore – chitarra (traccia 2), cori (traccia 2)
- Rain Phoenix – cori (traccia 8)
- Lynda Stipe – cori (traccia 8)

## Classifiche

### Classifiche settimanali
| Classifica (1994) | Posizione massima |
| ----------------- | ----------------- |
| Australia         | 2                 |
| Austria           | 1                 |
| Canada            | 1                 |
| Finlandia         | 1                 |
| Francia           | 11                |
| Germania          | 2                 |
| Italia            | 6                 |
| Norvegia          | 2                 |
| Nuova Zelanda     | 1                 |
| Paesi Bassi       | 1                 |
| Regno Unito       | 1                 |
| Spagna            | 5                 |
| Stati Uniti       | 1                 |
| Svezia            | 1                 |
| Svizzera          | 1                 |

### Classifiche di fine anno
| Classifica (1994) | Posizione |
| ----------------- | --------- |
| Australia         | 46        |
| Austria           | 34        |
| Canada            | 23        |
| Germania          | 37        |
| Italia            | 38        |
| Nuova Zelanda     | 28        |
| Paesi Bassi       | 35        |
| Regno Unito       | 10        |
| Stati Uniti       | 67        |
| Svizzera          | 39        |
| Classifica (1995) | Posizione |
| Canada            | 40        |
| Germania          | 40        |
| Nuova Zelanda     | 35        |
| Stati Uniti       | 36        |